# Mahonia chiapensis
Mahonia chiapensis là một loài thực vật có hoa trong họ Hoàng mộc. Loài này được Lundell mô tả khoa học đầu tiên năm 1940.